# Byōdō-in
Byōdō-in (平等院?) ("Salón de la Igualdad") es un templo budista ubicado en la ciudad de Uji, prefectura de Kioto, Japón. Es un templo usado conjuntamente por las sectas Jōdo shū y Tendaishū. Su sección más importante es el llamado Salón del Fénix.

## Historia
El templo fue construido originalmente en el año 998, a finales del periodo Heian, como una mansión rural de Fujiwara no Michinaga, uno de los miembros más poderosos del clan Fujiwara. En el año 1052 fue reconvertido como templo budista por Fujiwara no Yorimichi. La estructura más importante del templo es el Salón del Fénix (鳳凰堂 Hōō-dō?), construido en el 1053 y es la única estructura original que queda en pie, ya que el resto de las estructuras fueron destruidas tras un incendio provocado por la guerra civil en 1336. 
Tanto el Salón del Fénix, como una estatua de un Buda Amida hecha de madera de ciprés japonés y cubierto en oro, una serie de 52 bodhisattvas hechas de madera, una serie de 14 pinturas raigō hechos en las puertas del templo y otros objetos, son considerados como Tesoros Nacionales. La imagen del templo aparece en la moneda de 10 yenes y en el billete de 10.000 yenes. En 1994 la Unesco nombró el templo como Patrimonio de la Humanidad dentro de los monumentos históricos de la antigua Kioto.

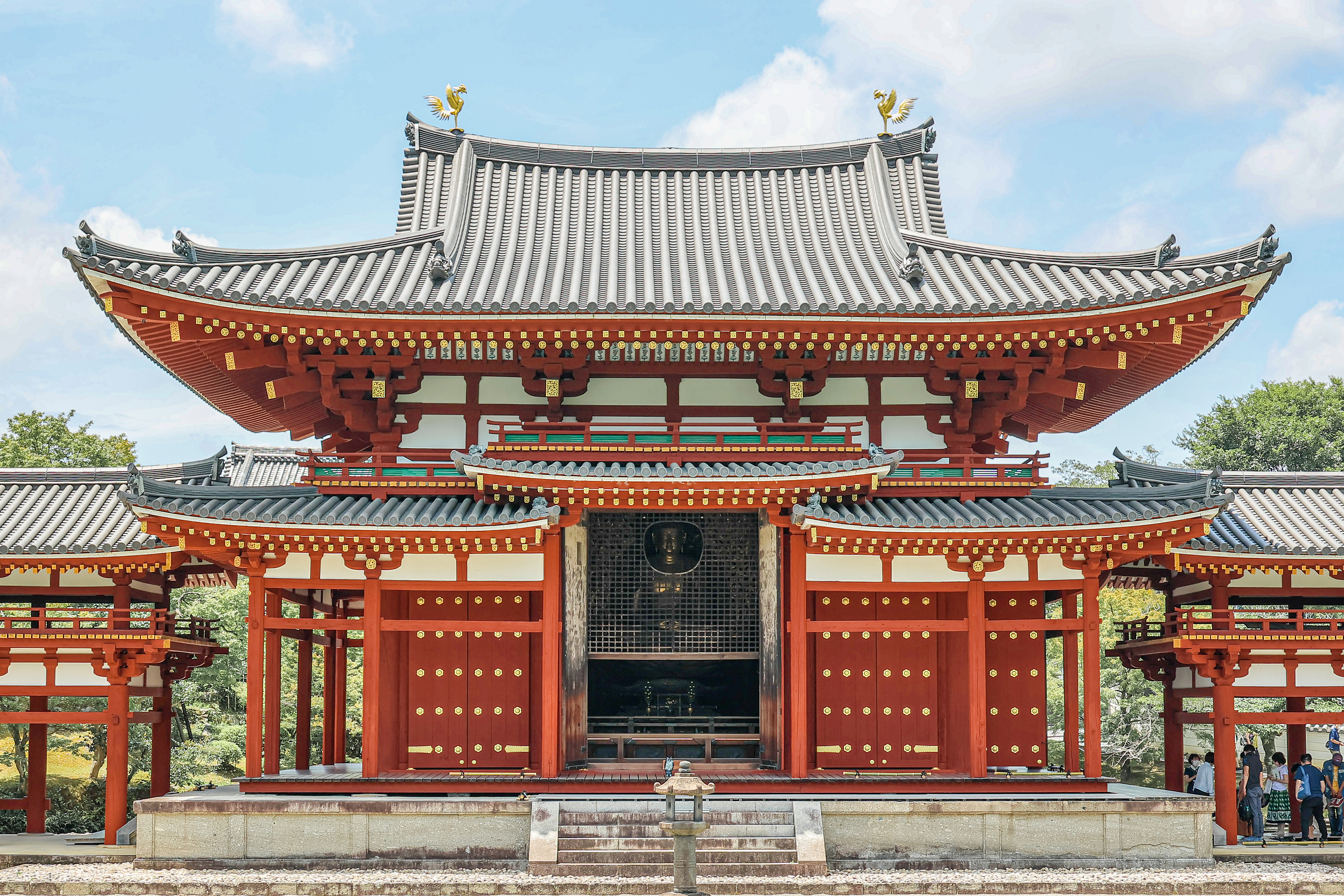
Entrada del Salón del Fénix. Se observa la cabeza del Buda Amida. (Tesoro Nacional)
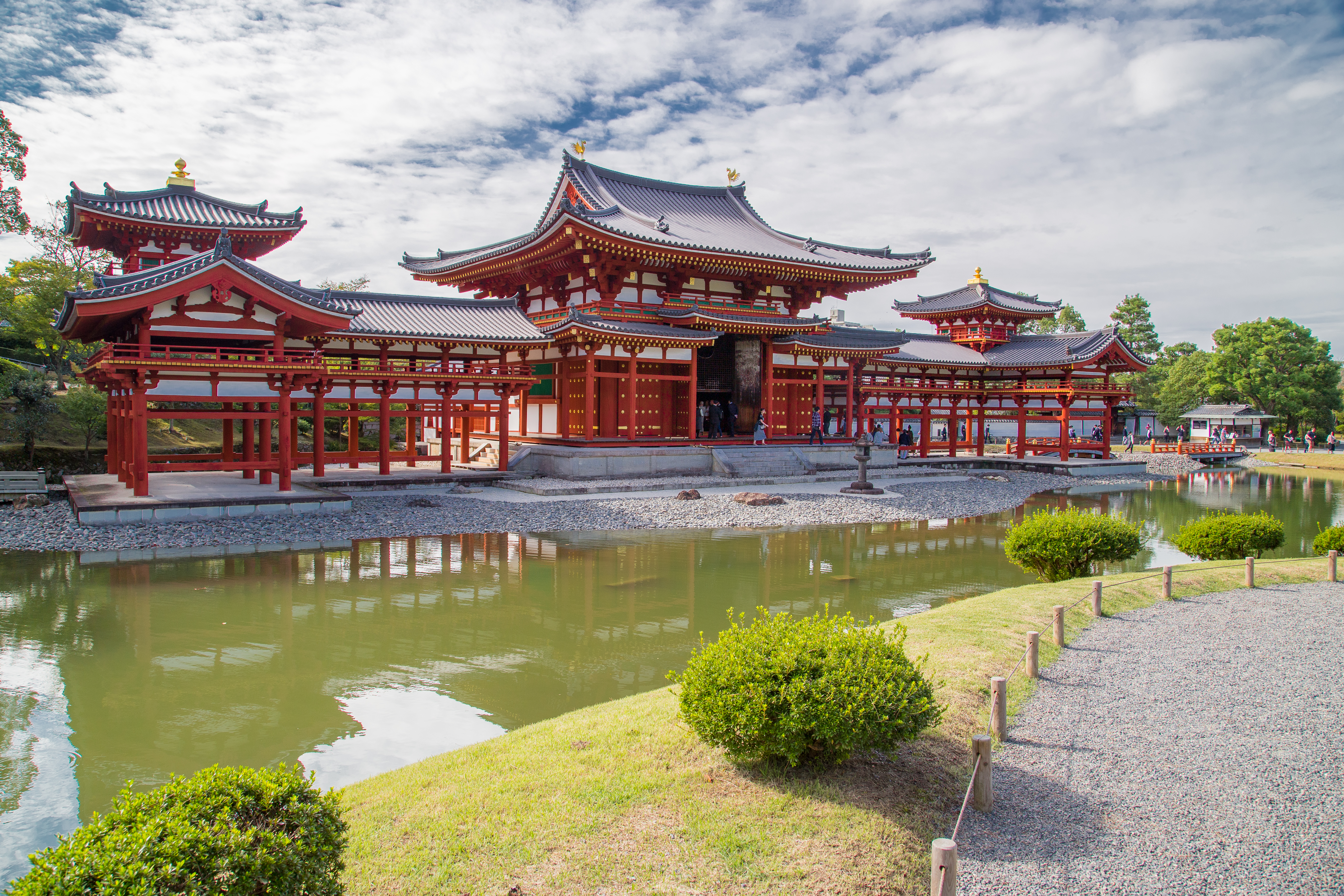
Vista del jardín del estilo jōdo-shiki o jardín-estanque frente al salón.
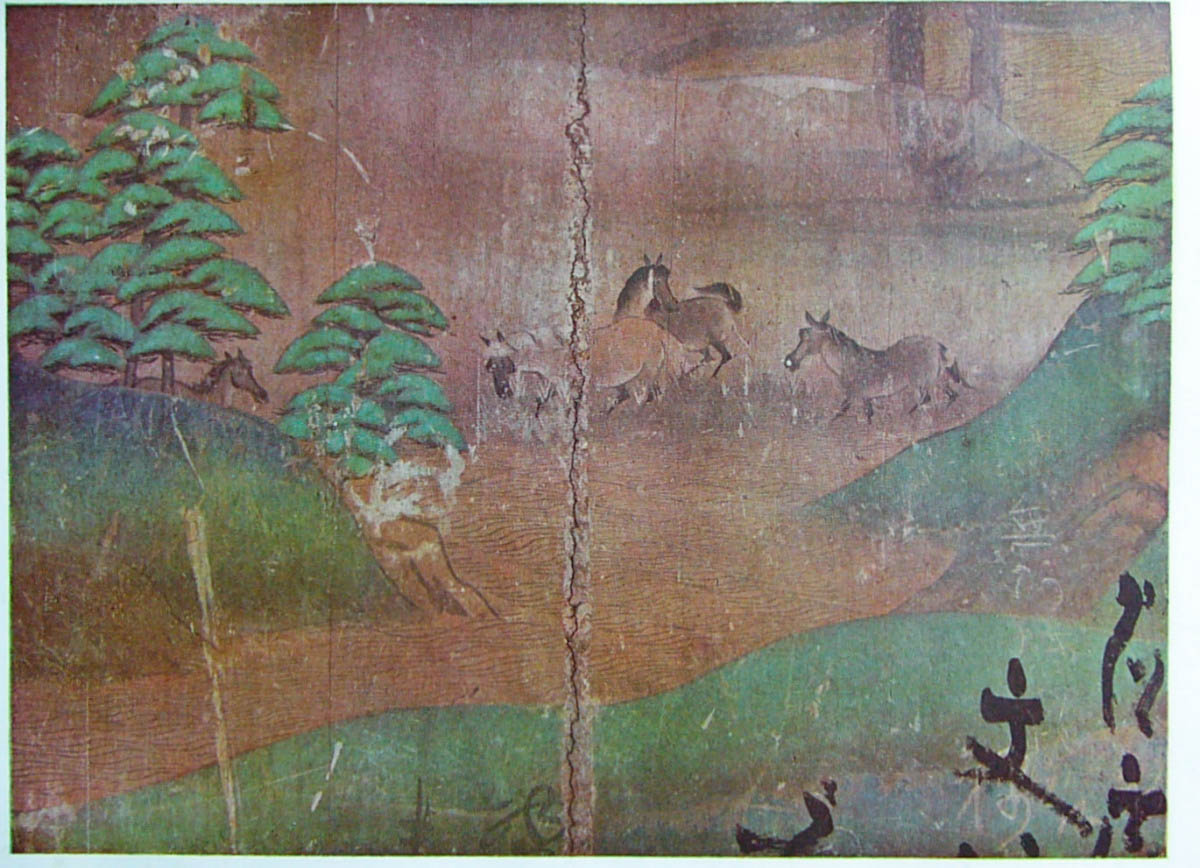
Pintura en una de las puertas del salón. (Tesoro Nacional)
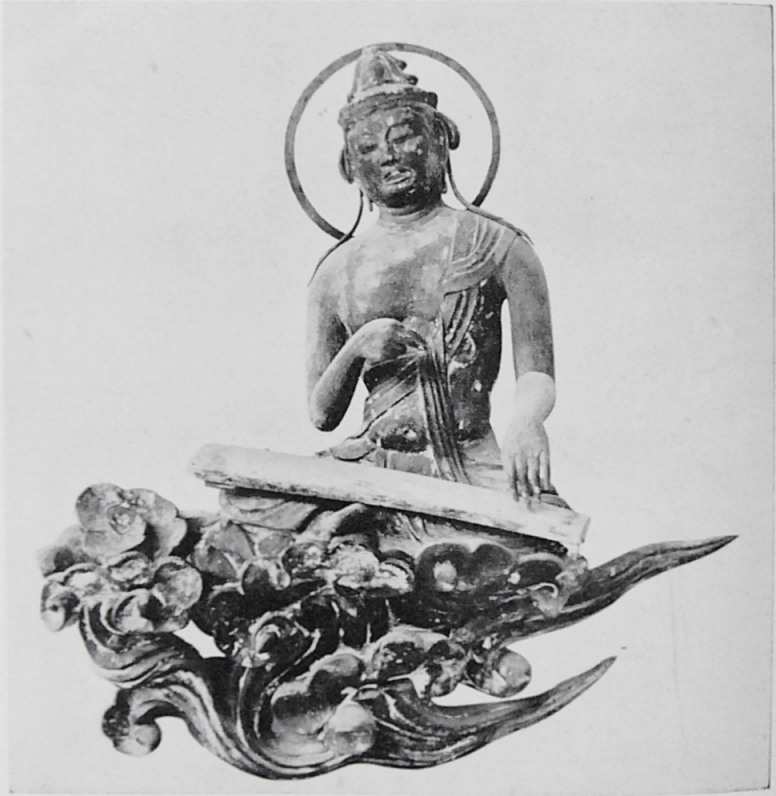
Bodhisattva tocando el koto. (Tesoro Nacional)

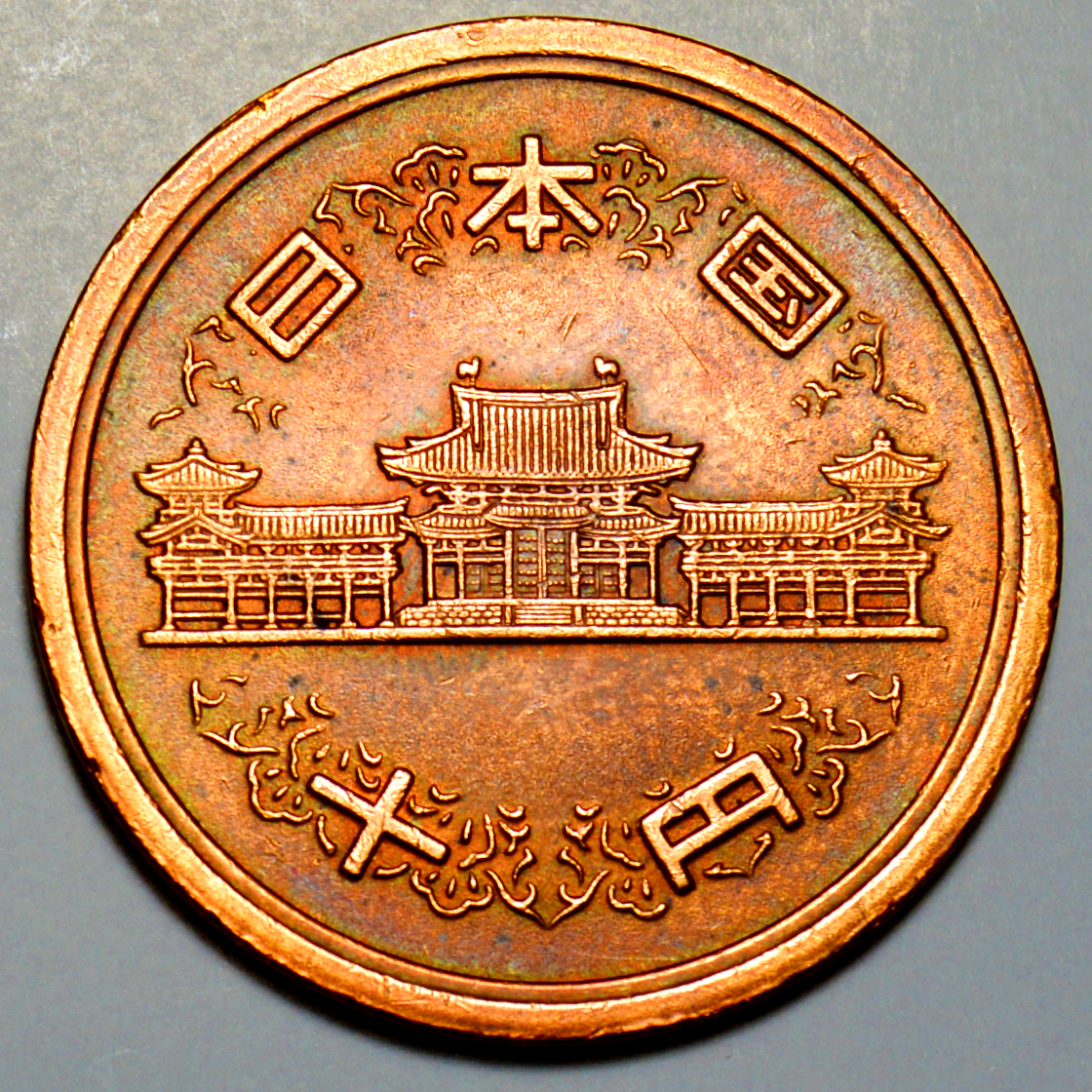
Moneda japonesa de 10 yens del año 1977, acuñada en bronce en la ciudad de Hiroshima, y que muestra al templo Byōdō-in en primer plano, entre ideogramas que representan el nombre oficial de Japón y el valor nominal de la moneda.